# James Lee Byars
James Lee Byars (* 10. April 1932 in Detroit; † 23. Mai 1997 in Kairo) war ein US-amerikanischer Künstler.

## Leben
Byars studierte in seiner Heimatstadt an der Wayne State University von 1955 bis 1959 Kunst, Psychologie und Philosophie. Anfang der 50er Jahre besuchte er die „Merríl Palmer School for Human Development“. Sein Interesse galt dem Mythos, der Magie und der Verrücktheit. Ab 1957 unternahm er mehrere Reisen nach Japan, unter anderem nach Kyoto. 1960 stellte er Skulpturen aus Stein für das Whitney Museum of American Art in New York her und führte 1967 The Gold Thread Parade (Goldfadenparade) im Morgengrauen in der Wall Street in New York auf. 1969 erhielt er eine Einladung an das Hudson Institute in Croton-On-Hudson in New York und gründete dort das „World Question Center“. Im gleichen Jahr lernte er die Wittgenstein-Expertin Elizabeth Anscombe in Oxford und Joseph Beuys in Düsseldorf kennen. Seit den frühen 1970er Jahren war der amerikanische Künstler insbesondere in Europa mit Performances, Objekten, Skulpturen und Räumen international präsent.

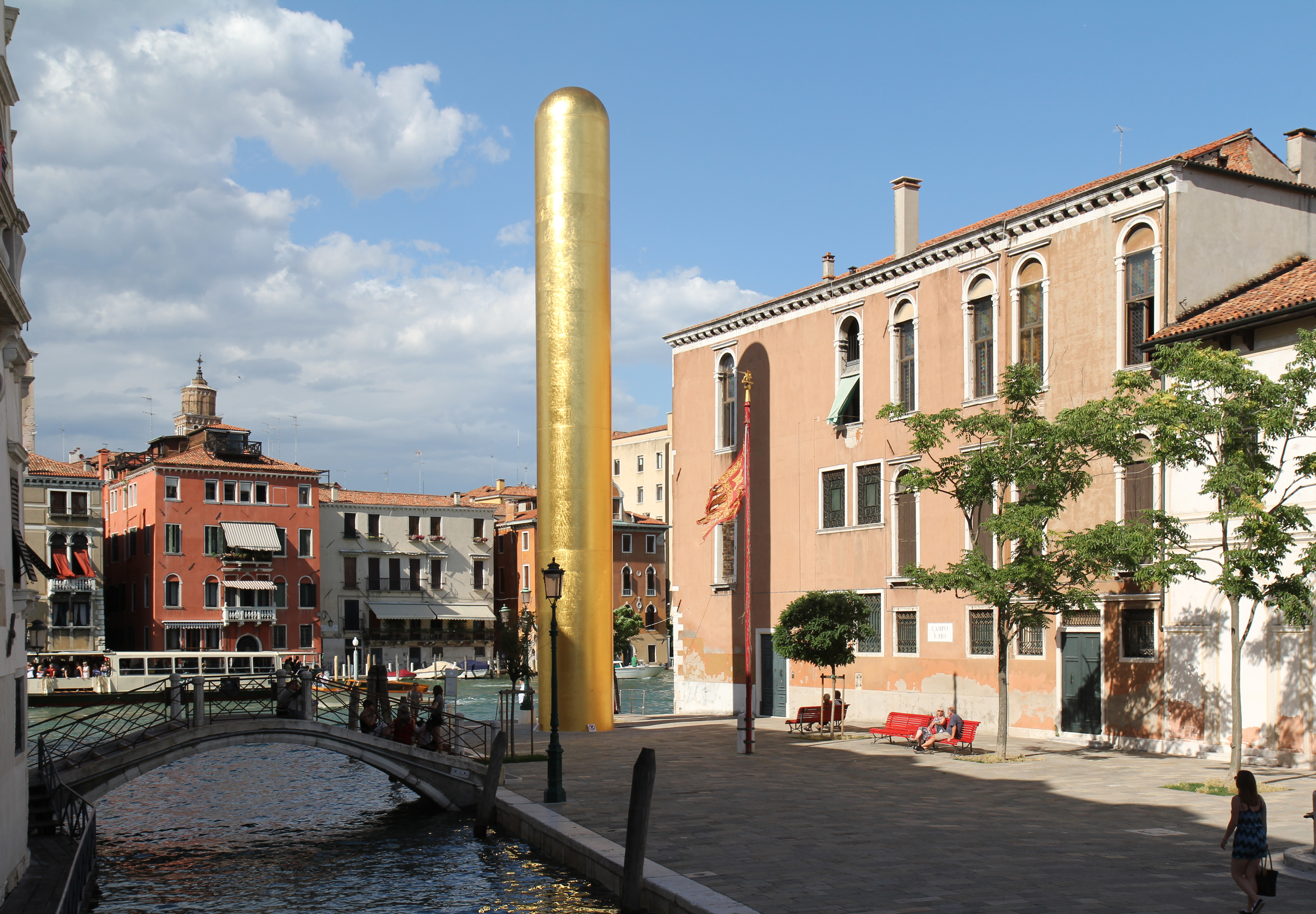
Golden Tower in Venedig

1974 war er Gast des Berliner Künstlerprogramms des Deutschen Akademischen Austauschdienstes (DAAD) in Berlin, wo er den Golden Tower (Der goldene Turm) in der Galerie Springer konzipierte, der in mehreren Versionen, u. a. auf der documenta 7 in Kassel, gezeigt wurde. Werke von James Lee Byars wurden auch auf der documenta 5, der documenta 6 und der documenta 8 gezeigt. 1980 und 1986 nahm er an den Biennalen in Venedig teil und nannte sich dort 1986 „Poet of the Gondola“ (Dichter der Gondola). Auf der Ausstellung „Alchimia“ zeigte er The Golden Tower with Changing Tops (Der goldene Turm mit wechselnden Spitzen).
1994 wurde ihm (dem „Magier der Stille“) der Wolfgang-Hahn-Preis verliehen. Das Museum Ludwig, Köln erhielt dafür als Dauerleihgabe der Freunde des Museums The Perfect Smile, das erste immaterielle Kunstwerk in einem Museum.
James Lee Byars lebte und arbeitete in New York und Kairo.

## Ausstellungen (Auswahl)
- 2013: Aarhus, ARoS: Klein / Byars / Kapoor[1]